# Diêm Thành
Diêm Thành (giản thể: 盐城; phồn thể: 鹽城; bính âm: Yánchéng; nghĩa "Thành phố Muối") là một địa cấp thị tỉnh Giang Tô, Cộng hòa Nhân dân Trung Hoa. Đây là địa cấp thị có diện tích lớn nhất tỉnh này, giáp Liên Vân Cảng về phía Bắc, Hoài An về phía Tây, Dương Châu và Thái Châu về phía Tây Nam, Nam Thông về phía Nam, và nhìn ra Hoàng Hải về phía Đông.
Diêm Thành có nghĩa là thành phố muối, do các cánh đồng sản xuất muối ăn bao quanh thành phố này. Theo các tài liệu lịch sử, việc sản xuất muối ở khu vực này đã bắt đầu vào năm 119 trước Công nguyên vào thời nhà Tây Hán, khi khu định cư ở vị trí Diêm Thành hiện tại được gọi là Huyện Diêm Đô (盐都县).

## Hành chính
Địa cấp thị Diêm Thành quản lý 9 đơn vị cấp huyện, bao gồm 3 quận nội thành, 1 thành phố cấp huyện và 5 huyện.
- Khu Diêm Đô (盐都区)
- Khu Đình Hồ (亭湖区)
- Khu Đại Phong (大丰区)
- Thành phố cấp huyện Đông Đài (东台市)
- Huyện Hưởng Thủy (响水县)
- Huyện Tân Hải (滨海县)
- Huyện Phụ Ninh (阜宁县)
- Huyện Kiến Hồ (建湖县)
- Huyện Xạ Dương (射阳县)